# Šinzó Maeda
Šinzó Maeda (前田真三, Maeda Shinzō, 3. června 1922, Tokio – 21. listopadu 1998) byl japonský fotograf proslulý krajinářskými fotografiemi a filmy. Jeho nejstarší syn fotograf Akira Maeda, je nástupcem fotografické společnosti „Tankei“, kterou jeho otec založil.

## Životopis
V Japonsku vydal 46 fotografických knih a založil Tankei Photo Agency Co. Galerie umění Šinzóa Maedy v Biei, Hokkaidó byla otevřena v roce 1987, a vystavuje řadu autorových fotografií pořízených na tomto ostrově.
Jeden z jeho filmů, Věž na kopci z japonské oblasti Biei, je často uváděn ve formátu HDTV.